# Gante-Wevelgem 2020
La 82.ª edición de la clásica ciclista Gante-Wevelgem (nombre oficial en inglés: Gent-Wevelgem in Flanders Fields) fue una carrera en Bélgica que se celebró el 11 de octubre de 2020 con inicio en la ciudad de Ypres y final en la ciudad de Wevelgem sobre un recorrido de 232.5 km.
La carrera formó parte del UCI WorldTour 2020, calendario ciclístico de máximo nivel mundial, siendo la decimoctava carrera de dicho circuito y fue ganada por el danés Mads Pedersen. Completaron el podio, como segundo y tercer clasificado respectivamente, el francés Florian Sénéchal del Deceuninck-Quick Step y el italiano Matteo Trentin del CCC.
En un principio estaba previsto que la carrera se disputara el 29 de marzo, pero debido a la pandemia de COVID-19, el gobierno de Bélgica prohibió cualquier evento deportivo en su territorio para evitar los contagios, por lo tanto la organización Flanders Classics decidió cancelar todas las competencias de ciclismo.

## Equipos participantes
Tomaron parte en la carrera 25 equipos: los 19 de categoría UCI WorldTeam y 6 de categoría UCI ProTeam. Formaron así un pelotón de 170 ciclistas de los que acabaron 95. Los equipos participantes fueron:
| WorldTeams (19)- AG2R La Mondiale - Astana - Bahrain McLaren - Bora-Hansgrohe - CCC Team - Cofidis - Deceuninck-Quick Step - EF Pro Cycling - Groupama-FDJ - Israel Start-Up Nation - Lotto Soudal - Mitchelton-Scott - Movistar Team - NTT Pro Cycling - Ineos Grenadiers - Jumbo-Visma - Team Sunweb - Trek-Segafredo - UAE Team Emirates ProTeams (6)- Alpecin-Fenix - Total Direct Énergie - B&B Hotels-Vital Concept p/b KTM - Bingoal-Wallonie Bruxelles - Circus-Wanty Gobert - Sport Vlaanderen-Baloise |
| |

## Clasificación finales
- La clasificación finalizó de la siguiente forma:[4]

| \| Clasificación general \| Clasificación general \| Clasificación general \| Clasificación general \| Clasificación general \| \| Ciclista \| Ciclista \| Equipo \| Tiempo \| \| \| --------------------- \| --------------------- \| --------------------- \| --------------------- \| --------------------- \| \| 1.º \| Mads Pedersen \| Trek-Segafredo \| 5 h 19 min 20 s \| \| \| 2.º \| Florian Sénéchal \| Deceuninck-Quick Step \| + 0 s \| \| \| 3.º \| Matteo Trentin \| CCC Team \| + 0 s \| \| \| 4.º \| Alberto Bettiol \| EF Pro Cycling \| + 1 s \| \| \| 5.º \| Stefan Küng \| Groupama-FDJ \| + 3 s \| \| \| 6.º \| John Degenkolb \| Lotto-Soudal \| + 4 s \| \| \| 7.º \| Yves Lampaert \| Deceuninck-Quick Step \| + 4 s \| \| \| 8.º \| Wout van Aert \| Jumbo-Visma \| + 7 s \| \| \| 9.º \| Mathieu van der Poel \| Alpecin-Fenix \| + 8 s \| \| \| 10.º \| Dylan Teuns \| Bahrain McLaren \| + 1 min 40 s \| \| \| 11.º \| Kasper Asgreen \| Deceuninck-Quick Step \| + 1 min 56 s \| \| \| 12.º \| Luke Rowe \| Ineos Grenadiers \| + 1 min 56 s \| \| \| 13.º \| Florian Vermeersch \| Lotto-Soudal \| + 1 min 56 s \| \| \| 14.º \| Oliver Naesen \| AG2R La Mondiale \| + 2 min 04 s \| \| \| 15.º \| Jean-Pierre Drucker \| Bora-Hansgrohe \| + 2 min 04 s \| \| |                      |                       |                 |
| |                      |                       |                 |
| Fuente: ProCyclingStats |                      |                       |                 |
| Clasificación general |                      |                       |                 |
| Ciclista | Ciclista             | Equipo                | Tiempo          |
| 1.º | Mads Pedersen        | Trek-Segafredo        | 5 h 19 min 20 s |
| 2.º | Florian Sénéchal     | Deceuninck-Quick Step | + 0 s           |
| 3.º | Matteo Trentin       | CCC Team              | + 0 s           |
| 4.º | Alberto Bettiol      | EF Pro Cycling        | + 1 s           |
| 5.º | Stefan Küng          | Groupama-FDJ          | + 3 s           |
| 6.º | John Degenkolb       | Lotto-Soudal          | + 4 s           |
| 7.º | Yves Lampaert        | Deceuninck-Quick Step | + 4 s           |
| 8.º | Wout van Aert        | Jumbo-Visma           | + 7 s           |
| 9.º | Mathieu van der Poel | Alpecin-Fenix         | + 8 s           |
| 10.º | Dylan Teuns          | Bahrain McLaren       | + 1 min 40 s    |
| 11.º | Kasper Asgreen       | Deceuninck-Quick Step | + 1 min 56 s    |
| 12.º | Luke Rowe            | Ineos Grenadiers      | + 1 min 56 s    |
| 13.º | Florian Vermeersch   | Lotto-Soudal          | + 1 min 56 s    |
| 14.º | Oliver Naesen        | AG2R La Mondiale      | + 2 min 04 s    |
| 15.º | Jean-Pierre Drucker  | Bora-Hansgrohe        | + 2 min 04 s    |

## Ciclistas participantes y posiciones finales
Convenciones:
- AB-N: Abandono en la carrera
- FLT-N: Retiro por llegada fuera del límite de tiempo en la carrera
- NTS-N: No tomó la salida para la carrera
- DES-N: Descalificado o expulsado en la carrera

## UCI World Ranking
La Gante-Wevelgem otorgó puntos para el UCI World Ranking para corredores de los equipos en las categorías UCI WorldTeam, UCI ProTeam y Continental. Las siguientes tablas son el baremo de puntuación y los 10 corredores que obtuvieron más puntos:
| Posición              | 1.º | 2.º | 3.º | 4.º | 5.º | 6.º | 7.º | 8.º | 9.º | 10.º | 11.º | 12.º | 13.º | 14.º | 15.º | 16.º-20.º | 21.º-30.º | 31.º-50.º | 51.º-55.º | 56.º-60.º |
| Clasificación general | 500 | 400 | 325 | 275 | 225 | 175 | 150 | 125 | 100 | 85   | 70   | 60   | 50   | 40   | 35   | 30        | 20        | 10        | 5         | 3         |

| Clasificación |                      |                       |        |
| Posición      | Ciclista             | Equipo                | Puntos |
| ------------- | -------------------- | --------------------- | ------ |
| 1.º           | Mads Pedersen        | Trek-Segafredo        | 500    |
| 2.º           | Florian Sénéchal     | Deceuninck-Quick Step | 400    |
| 3.º           | Matteo Trentin       | CCC                   | 325    |
| 4.º           | Alberto Bettiol      | EF                    | 275    |
| 5.º           | Stefan Küng          | Groupama-FDJ          | 225    |
| 6.º           | John Degenkolb       | Lotto Soudal          | 175    |
| 7.º           | Yves Lampaert        | Deceuninck-Quick Step | 150    |
| 8.º           | Wout van Aert        | Jumbo-Visma           | 125    |
| 9.º           | Mathieu van der Poel | Alpecin-Fenix         | 100    |
| 10.º          | Dylan Teuns          | Bahrain McLaren       | 85     |